# Tephrosia lyallii
Tephrosia lyallii är en ärtväxtart som beskrevs av John Gilbert Baker. Tephrosia lyallii ingår i släktet Tephrosia och familjen ärtväxter. Inga underarter finns listade i Catalogue of Life.